# Washington Capitals
Washington Capitals (cunoscută sub numele colocvial de Caps) este o echipă profesionistă americană de hochei pe gheață cu sediul în Washington, D.C. Echipa face parte din Divizia Metropolitană a Conferinței de Est din NHL și este deținută de Monumental Sports & Entertainment, condusă de Ted Leonsis. Inițial, Capitals și-a jucat meciurile de pe teren propriu la Capital Centre din Landover, Maryland, înainte de a se muta la Capital One Arena din Washington, D.C., în 1997.
Capitals a fost înființată în 1974 ca franciză de expansiune, alături de Kansas City Scouts. În 1982, David Poile a fost angajat ca manager general, ajutând la redresarea francizei. Cu un nucleu de jucători precum Mike Gartner, Rod Langway, Larry Murphy și Scott Stevens, Capitals a devenit o echipă care a ajuns în mod regulat la playoff în următoarele paisprezece sezoane. După ce a cumpărat echipa în 1999, Leonsis a revitalizat franciza prin recrutarea unor jucători vedetă precum Aleksandr Ovecikin, Nicklas Backstrom, John Carlson și Braden Holtby. În sezonul 2009-2010 a câștigat primul Trofeu al președinților al francizei pentru că a fost echipa cu cele mai multe puncte la sfârșitul sezonului regulat. L-au câștigat a doua oară în 2015-16 și pentru a treia oară în sezonul următor, în 2016-17. Pe lângă cele 12 titluri de divizie și trei Trofee ale președinților, Capitals a ajuns în finala Cupei Stanley în 1998 și 2018, câștigând titlul în 2018.
Capitals au retras utilizarea a patru numere în onoarea a patru jucători. În plus, echipa deține o asociere cu o serie de persoane introduse în Hockey Hall of Fame. În prezent, Capitals este afiliată la două echipe din ligile inferioare: Hershey Bears din American Hockey League și South Carolina Stingrays din ECHL.